# Battaglia di Mir
La battaglia di Mir si svolse il 9 e 10 luglio 1812 nel corso della campagna di Russia operata da Napoleone Bonaparte. Tre divisioni di Ulani polacchi combatterono contro la cavalleria russa e lo scontro si concluse con la prima importante vittoria russa nel corso dell'invasione francese.

## Battaglia
Il generale russo Matvej Ivanovič Platov aveva otto reggimenti di Cosacchi e due batterie del Don schierati a sud del villaggio di Mir, quando una brigata di Ulani polacchi di circa 100 uomini ne attaccarono gli avamposti. Questi avamposti avevano il compito di fare da sentinella, e stimolare l'attacco nemico. Le imboscate di un centinaio di uomini erano state operate lungo tutta la strada che conduceva a Mir. Il generale polacco Aleksander Rożniecki si scontrò con la cavalleria russa di Illarion Vasil'evič Vasil'čikov, causando un combattimento corpo a corpo con poche perdite. Per due volte tentarono di avere la meglio sui cosacchi, venendo respinti in entrambi gli attacchi.
Il giorno seguente, Rozniecki ritornò all'attacco, con sei reggimenti a disposizione, per un totale di circa 3 200-3 300 uomini, e altri 1 200 sotto il comando di Tyskiewicz. Le forze russe erano accresciute, siccome il generale Bagration, saputo degli scontri del giorno precedente, aveva lasciato alcuni distaccamenti di fanteria per supportare Platov. Le due brigate di Rozniecki affrontarono ad armi pari i reggimenti russi, mentre un terzo gruppo di soldati polacchi, che cercava di unirsi alla battaglia, fu circondato e distrutto da un gruppo di cosacchi. L'intera divisione polacca iniziò a perdere terreno, sotto la pressione degli Ussari russi, dei dragoni e dei cosacchi. Solo l'intervento della brigata di Tyskiewicz, che coprì la ritirata, impedì la completa rotta delle forze di Rozniecki.

## Conseguenze
La città di Mir e le rovine della fortezza furono utilizzate come quartier generale da Girolamo Bonaparte, durante la marcia su Mosca, fino a quando non decide di abbandonare l'esercito a causa di una disputa con Vandamme e Davout. Dopo essersi ritirati da Mir, il castello fu distrutto con la polvere da sparo.